# Japanische Badmintonmeisterschaft 1982
Die Japanische Badmintonmeisterschaft 1982 war die 36. Austragung der nationalen Titelkämpfe im Badminton in Japan. Sie fand vom 15. bis zum 19. Dezember 1982 statt.

## Medaillengewinner
| Disziplin    | Gold                                | Silber                           | Bronze                          |
| ------------ | ----------------------------------- | -------------------------------- | ------------------------------- |
| Herreneinzel | Hiroyuki Hasegawa                   | Masao Tsuchida                   | Koji Gondo                      |
| Herreneinzel | Hiroyuki Hasegawa                   | Masao Tsuchida                   | Kinji Zeniya                    |
| Dameneinzel  | Sumiko Kitada                       | Fumiko Tōkairin                  | Shigemi Kawamura                |
| Dameneinzel  | Sumiko Kitada                       | Fumiko Tōkairin                  | Yoshiko Yonekura                |
| Herrendoppel | Hiroyuki Hasegawa Yukihiro Miyamoto | Masao Tsuchida Shōkichi Miyamori | Nobutaka Ikeda Mikio Ozaki      |
| Herrendoppel | Hiroyuki Hasegawa Yukihiro Miyamoto | Masao Tsuchida Shōkichi Miyamori | Tsutomu Imaizumi Kazuo Yonezawa |
| Damendoppel  | Atsuko Tokuda Yoshiko Yonekura      | Saori Komoto Mikiko Takada       | Sumiko Kitada Kimiko Jinnai     |
| Damendoppel  | Atsuko Tokuda Yoshiko Yonekura      | Saori Komoto Mikiko Takada       | Fumiko Tōkairin Kazuko Takamine |
| Mixed        | Toshihiro Tsuji Junko Tokunaga      | Yutaka Suzuki Kazuko Sekine      | Shoichi Toganoo Etsuko Toganoo  |
| Mixed        | Toshihiro Tsuji Junko Tokunaga      | Yutaka Suzuki Kazuko Sekine      | Shōkichi Miyamori Chikako Sanda |